# Yamaha RD05
La Yamaha RD05 è una motocicletta da competizione della Yamaha Motor, con motorizzazione due tempi, che ha partecipato al motomondiale della classe 250, vincendo per due volte sia il titolo piloti che quello costruttori, nel 1965 e nel 1968, con Phil Read.

## Contesto
La RD05 nacque per contrastare l'avanzata della Honda, che nella stagione '65 stava affinando la sua RC165 sei cilindri bialbero.
Il progetto fu impostato tra il 1964 e il 1965: nella sua versione iniziale il motore, un quattro cilindri a V di 90° a due tempi raffreddato ad aria, erogava 60 CV, ma diede anche problemi durante il suo collaudo. Si decise quindi di passare al raffreddamento a liquido, riprendendo la termica della RA97 125 bicilindrica.
Le prime uscite in pista della nuova Yamaha da GP avvennero sul circuito britannico di Snetterton nell'estate 1965 con Phil Read e Mike Duff, in vista del debutto al GP delle Nazioni in programma il 5 settembre.
La 250 nipponica presentava un quattro cilindri a V di 90° a corsa corta (alesaggio 44 mm, corsa 40,5 mm) con cilindri e testate in lega leggera e basamento in elektron che erogava 65 CV a 13.500 giri/min, alimentazione a quattro dischi rotanti con quattro carburatori Mikuni da 26 mm, accensione a due magneti, frizione multidisco a secco e cambio a 8 rapporti. Il telaio era un doppia culla chiusa, mentre per sospensioni, freni e pneumatici si ripresero quelli della vecchia RD56 bicilindrica.

## Dal debutto al 1966
Il debutto avvenne al GP delle Nazioni: dopo alcune ottime prove, con Read in pole position, il britannico ingolfò la moto sotto una pioggia battente, perdendo posizioni; risalito sino al secondo posto, problemi meccanici lo relegarono al settimo posto finale, a due giri dalla Benelli del vincitore Tarquinio Provini. Nel successivo GP del Giappone Bill Ivy, sostituto di Duff gravemente infortunatosi in prova, diede alla nuova Yamaha il primo podio, con il 3º posto dietro alle Honda di Mike Hailwood e Isamu Kasuya.
La stagione 1966 fu la prima completa per la RD05. Affidata a Read e Ivy, la quarto di litro soffrì di numerosi problemi meccanici, che fecero sì che la stagione dei due piloti Yamaha fosse costellata di ritiri, lasciando il Mondiale ad Hailwood. L'unica nota positiva della stagione fu la vittoria al GP del Giappone, ultima gara stagionale, di Hiroshi Hasegawa, agevolato dall'assenza delle Honda. In quell'occasione Read vinse anche la gara della 350, con una versione maggiorata della quattro cilindri.

## La RD05A (1967-1968)
Nell'inverno 1966-67 la Yamaha mise a punto una versione rivista della sua 250. Battezzata RD05A, la moto era più leggera (115 kg contro i 128 della versione '66), con un complesso telaio-sospensioni più a punto, in modo da garantire maggiore maneggevolezza e stabilità. Nuovo anche il motore, sempre quadricilindrico a V, ma con angolo tra i cilindri ridotto a 70° e più potente (70 CV anziché 65). Dalla 250 fu derivata la RA31, che ne riprendeva le caratteristiche ma con cilindrata ridotta a 125 cm³.
Per il Motomondiale 1967 in Yamaha si stabilirono dei precisi ordini di scuderia: ad Ivy fu assegnato il compito di vincere il titolo della 125, con Read a fare da spalla, mentre in 250 la situazione era invertita. A fronteggiare i due piloti Yamaha la Honda schierò Hailwood e Ralph Bryans. La stagione fu caratterizzata dalla furibonda lotta tra gli alfieri di Honda e Yamaha, che monopolizzarono il podio in quasi tutte le occasioni. Il titolo si decise solo al congresso di fine stagione della FIM, poiché Read ed Hailwood avevano concluso il campionato a parità di punti: fu Hailwood ad ottenere la vittoria, per il maggior numero di GP vinti (5 contro 4). Read fu penalizzato, come già la stagione precedente, da alcuni problemi meccanici e soprattutto dal ritiro al GP dell'Ulster, dove cadde spezzando un semimanubrio.
Ritiratasi la Honda dalle corse, la stagione '68 vide la RD05A come candidata naturale al titolo. Anche per questa stagione la Yamaha stabilì degli ordini di scuderia: a Read il titolo della 125 e ad Ivy quello della 250. L'accordo fu rotto da Read, approfittando del fatto che la Casa di Iwata aveva annunciato il ritiro a fine stagione. La lotta tra i due centauri britannici si risolse, come l'anno precedente, al congresso FIM di fine stagione: il titolo fu assegnato, a parità di punti e di vittorie, al pilota che aveva ottenuto il miglior tempo nei GP dove entrambi erano arrivati alla fine. Per due minuti, cinque secondi e tre decimi il titolo fu assegnato a Read.
Ritiratasi dai GP a fine 1968, la Yamaha continuò ad essere presente nel Mondiale della 250 con la TD2, bicilindrica raffreddata ad aria destinata ai piloti privati (sostenuti talvolta dagli importatori), per poi presentare nel 1972 la YZ635, bicilindrica raffreddata ad acqua, affidata a Rod Gould e Barry Sheene, poi a Jarno Saarinen che vince il titolo mondiale. Poi in 1973 la Yamaha ufficiale e la OW 17 bicilindrica raffreddata ad acqua.